# Lijst van televisiepraatprogramma's
Een lijst van met name Nederlandse en Vlaamse televisie-praatprogramma's met een artikel op de Nederlandstalige Wikipedia.

## A
- Aan tafel

- Adieu God?
- De Alles is Anders Show
- Als God in Frankrijk
- De Avondshow met Arjen Lubach
- AVRO Service Salon

## B
- Barend & Van Dorp
- B&W
- Beau
- Buitenhof
- Business Class

## C
- Café Corsari
- Het Capitool

## D
- De Dino Show
- Dr. Phil

## E
- Het Elfde Uur
- The Ellen DeGeneres Show
- Extra Time

## G
- Geraldo
- Gert Late Night
- Goedele Nu
- Goedemorgen Nederland (KRO)
- Goedemorgen Nederland (WNL)
- The Graham Norton Show

## H
- Hollandse Zaken
- Het huis van wantrouwen
- Humberto

## I
- Incredibile
- Ivo

## J
- Jenny Jones
- JENSEN
- The Jerry Springer Show
- Jinek
- Jonas & Van Geel

## K
- Karel
- De keien van de Wetstraat
- De Kist
- Knevel & Van den Brink
- Koffietijd

## L
- De Laatste Show (België)
- De Laatste Show (Nederland)
- Langs de Leeuw
- Late Show with David Letterman
- Life4You

## M
- Manneke Paul
- Mannen op de Rand van een Zenuwinzinking
- Maury
- Media Inside
- The Megan Mullally Show
- Met Mike in zee
- Met zicht op zee
- Moef Ga Ga
- Mooi! Weer De Leeuw
- Morgen Maandag
- M

## N
- Nachtsuite
- Nachtwacht
- Nieuwe Maandag
- NOS Studio Sportzomer
- NOS Studio Voetbal

## O
- Oog in oog
- Op1
- The Oprah Winfrey Show

## P
- Pauw
- Pauw & Witteman
- Phara
- Popzien

## R
- Reyers laat
- Ricki Lake
- Rondom Tien
- RTL Boulevard
- RTL Late Night
- RTL7 Darts
- RUR
- Renze

## S
- Schalkse Ruiters
- Sex met Angela
- Show Laat
- Shownieuws
- Sonja 's avonds
- Sonja op...
- Sonja's goed nieuws show
- Sophie & Jeroen
- Springer on the Radio
- Spuiten en Slikken
- Studio 1 op zondag

## T
- Tijd voor MAX
- The Tonight Show
- Tour du Jour
- TV Privé
- TV Show
- The Tyra Banks Show
- The Daily Show with Jon Stewart

## V
- Vandaag Inside
- VI Oranje
- Villa Vanthilt
- Voetbal Inside
- De vooravond
- Voor de vuist weg
- Voor eens & voor altijd

## W
- Wat zou jij doen?
- De Wereld Draait Door
- Wijlen de Week
- WNL op Zondag
- Woestijnruiters

## X
- De XII werken van Vanoudenhoven

## Z
- De zevende dag
- Zomergasten
- Het Zomert Met ...